# Amaszonas Uruguay
Amaszonas Uruguay o Amas Uruguay fue una aerolínea uruguaya perteneciente a Amaszonas. Operó vuelos regulares y chárter con aviones Jet (Bombardier CRJ100/200 y Embraer 190).

## Historia
En abril de 2015 la aerolínea Amaszonas llega a un acuerdo con la compañía uruguaya BQB Líneas Aéreas obteniendo así la cesión de sus permisos para ingresar al espacio aéreo de susodicha aerolínea y cambiando su nombre por Amaszonas Uruguay a cambio de mantener 30 empleados de esta aerolínea. La aerolínea comunicó la suspensión de operaciones el 19 de noviembre de 2020.

## Destinos
Amaszonas Uruguay voló a los siguientes destinos:
| Países    | Destinos                | Aeropuertos                                                       |
| --------- | ----------------------- | ----------------------------------------------------------------- |
| Argentina | Buenos Aires            | Aeroparque Jorge Newbery                                          |
| Argentina | Córdoba                 | Aeropuerto Internacional Ingeniero Aeronáutico Ambrosio Taravella |
| Bolivia   | Santa Cruz de la Sierra | Aeropuerto Internacional Viru Viru                                |
| Brasil    | São Paulo               | Aeropuerto Internacional de São Paulo-Guarulhos                   |
| Paraguay  | Asunción                | Aeropuerto Internacional Silvio Pettirossi                        |
| Uruguay   | Montevideo              | Aeropuerto Internacional de Carrasco HUB                          |
| Uruguay   | Punta del Este          | Aeropuerto Internacional de Punta del Este                        |

## Código compartido
Amaszonas tiene acuerdos interlinea con las siguientes aerolíneas:
- Aerolíneas Argentinas
- Air Europa
- Copa Airlines
- Gol Linhas Aéreas

## Filiales
Estas son las aerolíneas pertenecientes al mismo grupo Amaszonas:
- Amaszonas Líneas Aéreas
- Amaszonas Paraguay

## Flota histórica
La aerolínea durante su existencia operó las siguientes aeronaves:
| Aeronaves          | Total | Introducido | Retirado | Notas           |
| ------------------ | ----- | ----------- | -------- | --------------- |
| Bombardier CRJ-100 | 1     | 2016        | 2020     | CX-SDU          |
| Bombardier CRJ-200 | 1     | 2017        | 2020     | CX-LVA          |
| Embraer 190        | 2     | 2019        | 2020     | CX-IVO y CX-SLC |

|                                                        |
| Bombardier CRJ200 en el Aeropuerto de Carrasco en 2016 |

|                                                       |
| CRJ-200 despegando del Aeropuerto de Carrasco en 2020 |

|                                                              |
| Embraer 190 luciendo el nuevo esquema de la compañía en 2020 |